# Anton Arenski
Anton Arenski (rus: Антон Аренский)  (Nóvgorod, 12 de juliol de 1861 (Julià) - Zelenogorsk, 25 de febrer de 1906 (Julià)), nom complet amb patronímic Anton (Antoni) Stepànovitx Arenski, rus: Анто́н (Анто́ний) Степа́нович Аре́нский, fou un compositor i professor de música rus. Va ser un personatge destacat de l'escena musical russa de finals del segle xix.

## Biografia
Nascut en una família de músics aficionats (el seu pare tocava el violoncel i la mare el piano), amb qui adquirí els primers aprenentatges musicals, Arenski mostrà talent per la música des de molt petit.
Als 9 anys ja havia escrit diverses peces per a piano. Posteriorment, rebé classes particulars de piano i composició de la mà de Zikke. El 1879 es va traslladar a Sant Petersburg amb els seus pares, on va entrar al Conservatori de Sant Petersburg per estudiar composició com a alumne de Rimski-Kórsakov.
Després de graduar-se amb honors, l'any 1882, es va ocupar del càrrec de professor d'harmonia i contrapunt al Conservatori de Moscou, esdevenint uns dels professors més joves de la història de la institució. Entre els seus alumnes cal destacar Skriabin, Serguei Rakhmàninov, Aleksandr Gretxanínov i Reinhold Glière.
A Moscou conegué a Txaikovski, que fou per ell un amic i mentor. Durant els anys que restà a Moscou (1882-1895) va compondre la majoria de les seves obres de més envergadura, com el Concert per a piano (1882) i les Simfonies en si menor (1883) i en la major (1889). A més, va ocupar el càrrec de director de la Societat Coral Russa (1888 i 1895) i va escriure un Tractat d'Harmonia (1891, traduït a l'alemany per P. Juon, 1900) i un manual de formes musicals (2 vol., 1893-94, 4/1914).
El 1895 Arenski va tornar a Sant Petersburg com a director de la Capella Imperial, succeint a Balàkirev. L'any 1901 es retirà, dedicant-se a la pràctica pianística, a la direcció d'orquestra i a la composició.
Arensky va morir de tuberculosi en un sanatori de Perkjärvi, en el que aleshores era el Gran Ducat de Finlàndia administrat per Rússia, als 44 anys. Encara que se sap molt poc de la seva vida privada, Rimski-Korsakov al·lega que beure i jugar li van perjudicar la salut.

## Música
Excepte per les seves conegudes Variacions sobre un tema de Txaikovski op.54 per a orquestra de corda, basades en una de les Cançons infantils, poca música d'Arenski ha ocupat un lloc substancial en els programes dels concerts contemporanis. La seva millor producció es troba en les seves obres curtes per a piano i les seves melodioses cançons (molt influenciades per la concepció de la cançó russa de Rakhmàninov).
L'estil d'Arenki no es presenta com una personalitat molt marcada, sinó com una barreja de trets estilístics d'una varietat d'influències, com principals compositors europeus com Chopin i Mendelssohn. Piotr Ilich Txaikovski va ser el principal referent compositiu d'Arenski. Fins i tot Rimski-Kórsakov va dir, "En la seva joventut Arenski no va escapar a certa influència meva; posteriorment la influència li va venir de Txaikovski. Serà ràpidament oblidat." Ha existit la percepció que Arenski va defugir l'establiment d'un estil personal distintiu, i això ha contribuït a l'oblit de la seva música, però en els últims anys diverses de les seves obres han sigut enregistrades. Tanmateix, la seva influència com a professor (que serviria d'inspiració a Rakhmàninov i Skriabin) li ha valgut un lloc distingit a la història de la música russa.
És considerat un dels últims representants de l'escola eclèctica de Moscou 

### Música orquestral
Arenski va escriure dues simfonies i un concert per a violí, així com unes variacions per a corda sobre un tema de Txaikovski, una obra escrita originalment per a quartet de corda. La seva primera suite orquestral ha sigut suplementada per dues versions orquestrades de dues suites originalment per a dos pianos.

### Música de cambra i instrumental
L'obra més coneguda d'Arenski és potser el seu Trio per a piano en re major. Escrit el 1894, mostra certs trets de la influència de Mendelssohn. Les seves cinc suites, tant per dos pianos o duet de piano, inclou Silhouettes -una sèrie de cinc peces de caràcters diferents (Suite núm. 2)- i la Suite infantil (Suite núm. 5).
Arenski va escriure el Quartet, op. 35, el 1894, després la mort de Txaikovski. L'obra va ser dedicada en memòria del seu amic i mentor, i presenta alguns trets poc habituals com l'ús d'un segon violoncel en lloc de l'habitual segon violí, que contribueix a donar un clar caràcter elegíac.

### Òperes i ballet
Durant els seus anys d'estudiant, havia estat treballant intermitentment en la seva primera òpera, Son na Volge (Un somni en el Volga), que estrenà amb gran èxit al Teatre Bolxoi de Moscou el 1891. Molt diferent fou l'acollida que tingué el seu nou projecte operístic, Rafael (1894), que ofereix un episodi fictici de la vida del pintor renaixentista, que resultà un autèntic fracàs. El ballet Ėgipetskiye nochi (Nits Egípcies), amb coreografia de Fokin, va ser escrita el 1900 i representat per primera vegada a Sant Petersburg el 1908.

## Obres

### Òpera
- Un somni en el Volga (Сон на Волге, llibret d'Anton Arenski basat en l'obra de teatre d'Aleksandr Ostrovski "Voyevoda", 1888, estrena: 2 de gener de 1891 calendari julià: 21 de desembre de 1890, Moscou, Teatre Bolxoi)
- Rafael (Рафаэль – 'Escenes musicals de l'època del Renaixement', llibret d'A. Kriukov, 1894, 6 de maig calendari julià: 24 d'abril de 1894, Conservatori de Moscou)[1]
- Nal' i Damayanti (Наль и Дамаянти – Nal i Damayanti, sobre l'epopeia hindú "Mahabharata", llibret de Modest Txaikovski sobre la novel·la de Vassili Jukovski, 1903, estrena: 22 de gener, calendari julià: 9 de gener de 1904 Sant Petersburg), Moscou, Teatre Bolxoi)

### Ballet
- Noch v Egipte o Egipetskiye nochi (Ночь в Египте  o  Египетские ночи – Nits egípcies Opus 50 1900

### Altres
Opus 2: Concert per a piano i orquestra simfònica en fa menor
Opus 4: Simfonia núm. 1 en si menor
Opus 11: Quartet de corda núm. 1 en sol major
Opus 15: Suite per a dos pianos núm. 1 en fa major
Opus 22: Simfonia núm. 2 en la major
Opus 23: Suite per a dos pianos núm. 2 "Silhouettes"
Opus 25: Cantata pel centenari de la coronació
Opus 32: Trio per a piano núm. 1 en re menor
Opus 33: Suite per a dos pianos núm. 3 "Variacions"
Opus 35: Quartet de corda núm. 2 en la menor
Opus 35a: Variacions sobre un tema de Txaikovski
Opus 46: Cantata "La font de Bakhtxissarai"
Opus 48: Fantasia per a piano i orquestra sobre temes de Riabinin
Opus 51: Quintet amb piano en re major
Opus 54: Concert per a violí i orquestra en la menor
Opus 62: Suite per a dos pianos núm. 4
Opus 63: Dotze preludis per a piano
Opus 61: Cantata "El bussejador"
Opus 73: Trio amb piano núm. 2 en fa menor